# Торозаври
Торозаврите (Torosaurus) са род растителноядни динозаври от периода креда, от преди около 70,6 – 65,5 млн. години.

## Описание
Това са динозаврите с най-дълъг череп достигащ на дължина до 2,5 m. Торозавърът има три рога. С дълга глава и рога, той е добре защитен от хищници. Торозавърът има остра
човка.

## Разпространение
Вкаменелости са намерени в Канада и САЩ. За първи път е описан от Чарлз Марш в 1891 г.

## Още
Лесно може да бъде объркан с млад трицератопс. А някой учени смятат си е трицератопс. Но не е
напълно доказано.